# Charles-François Beautemps-Beaupré

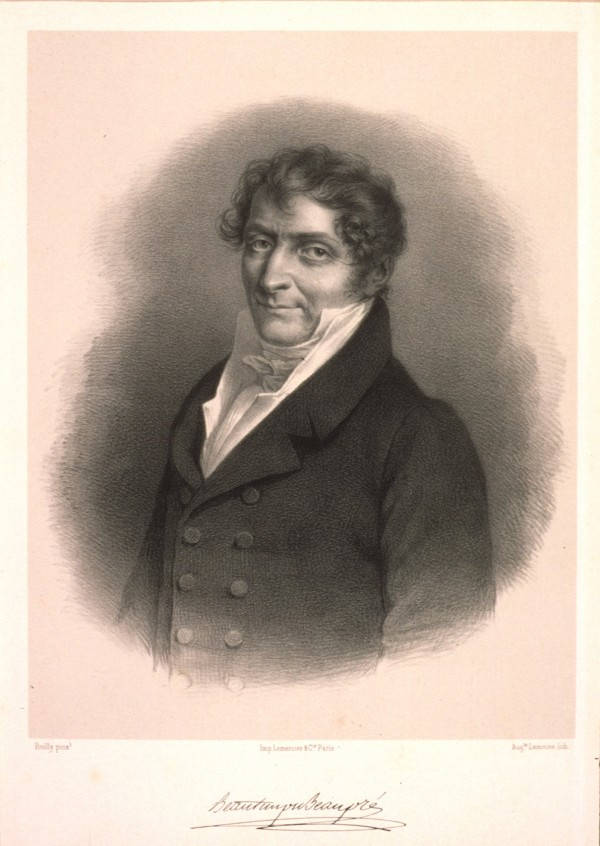
Charles-François Beautemps-Beaupré

Charles-François Beautemps-Beaupré (* 6. August 1766 in La Neuville-au-Pont, Frankreich; † 16. März 1854 in Paris, Frankreich) war ein französischer Hydrograph und Kartograph, Mitglied der Académie des Sciences. und des Bureau des Longitudes. Er gilt als Vater der modernen Hydrographie.

## Biografie

### Ausbildung
1793 erhielt Beautemps-Beaupré auf Initiative seines Onkels Jean-Nicolas Buache, zu der Zeit Chefhydrograph des Dépôt des cartes et plans de la Marine, eine dortige Anstellung als unbezahlter Student. Er zeigte schon bald außergewöhnliche Qualitäten auf dem Gebiet der Hydrographie. Nachdem er 1785 Ingenieur geworden war, erstellte er ein Portfolio von Seekarten der Ostsee, das Neptune de la Baltique genannt wurde. In der Folge wurde er als Teilnehmer der Expedition von Entrecasteaux als hydrografischer Ingenieur ausgewählt. Die Expedition war beauftragt worden, den seit dem Vorjahr vermissten französischen Entdecker La Pérouse zu finden.

### Frühe Jahre
1789 war Beautemps-Beaupré für die Vermessung der Küsten von Dünkirchen verantwortlich.
1791 begann die Expedition unter Entrecasteaux. Von 1791 bis 1796 nutzte Beautemps-Beaupré die Reise, die er auf der Recherche absolvierte, um die Küsten der besuchten Länder zu vermessen. Während dieser Mission experimentierte er mit neuen Methoden, insbesondere mit dem Reflexionskreis von Jean-Charles de Borda, und legte die Grundlagen, die bald von allen Marinestreitkräften übernommen wurden und die die Hydrographie in den Stand einer Wissenschaft erhoben. Insofern stellten Beautemps-Beauprés Arbeiten während der Expedition eine Revolution gegenüber den in der Vergangenheit verwendeten hydrografischen Methoden dar. Seine Werke wurden als Anhänge zu D’Entrecasteauxs umfangreicher Dokumentation der Reise 1808 veröffentlicht.
1796 nach Frankreich zurückgekehrt, wurde er 1799 zum Unterkurator des Dépôt des cartes et plans de la Marine ernannt. Beautemps-Beaupré war während des Kaiserreichs und dann während der Restauration für die Ausführung aller wichtigen hydrografischen Vorhaben verantwortlich. Insbesondere führte er 1806 die Kartographierung der Ostküste der Adria durch und stellte die gesammelten Daten in zahlreichen Tafeln und Karten zusammen. Dies brachte ihm 1810 die Aufnahme in die Akademie der Wissenschaften ein. Seine Laudatio wurde 1859 von Léonce Élie de Beaumont gelesen. Von 1811 bis 1813 war er für die Aufnahme der Küsten Hollands und Deutschlands bis nach Lübeck verantwortlich. Er folgte auch der Grande Armée, um Vermessungen an der Weichsel durchzuführen.

### Spätere Karriere
1814 wurde Beautemps-Beaupré zum Chefingenieur für Hydrographie ernannt. Mit ihm begann von 1814 bis 1838 die Ära der methodischen Küstenvermessungen und unter seiner Leitung führte der hydrografische Dienst eine völlig neue Vermessung der Nord- und Westküste Frankreichs durch. Hierbei unterstützte ihn ab 1834 Clément Adrien Vincendon-Dumoulin. Der sogenannte Le Pilote Français, gedruckt 1844 in sechs großen Folio-Atlanten war das Ergebnis der zwanzig hierfür von Beautemps-Beaupré durchgeführten Studienreisen, bei denen die gesamte West- und Nordküste Frankreichs von Bayonne bis Dünkirchen untersucht und kartographiert wurde. Die umfangreiche Dokumentation dieser Forschungskampagne bestand aus insgesamt 150 Karten und Plänen, 279 Ansichten und 184 Gezeiten-Tabellen. Das Werk stellte eine enorm wichtige Grundlage für die Schifffahrt In diesen Gewässern dar, fand in der maritimen Welt großen Anklang und sollte nach Frédéric Chassériau zitiert, „in den Augen der Nachwelt das schönste Werk der zeitgenössischen Hydrographie bleiben.“

### Auszeichnungen

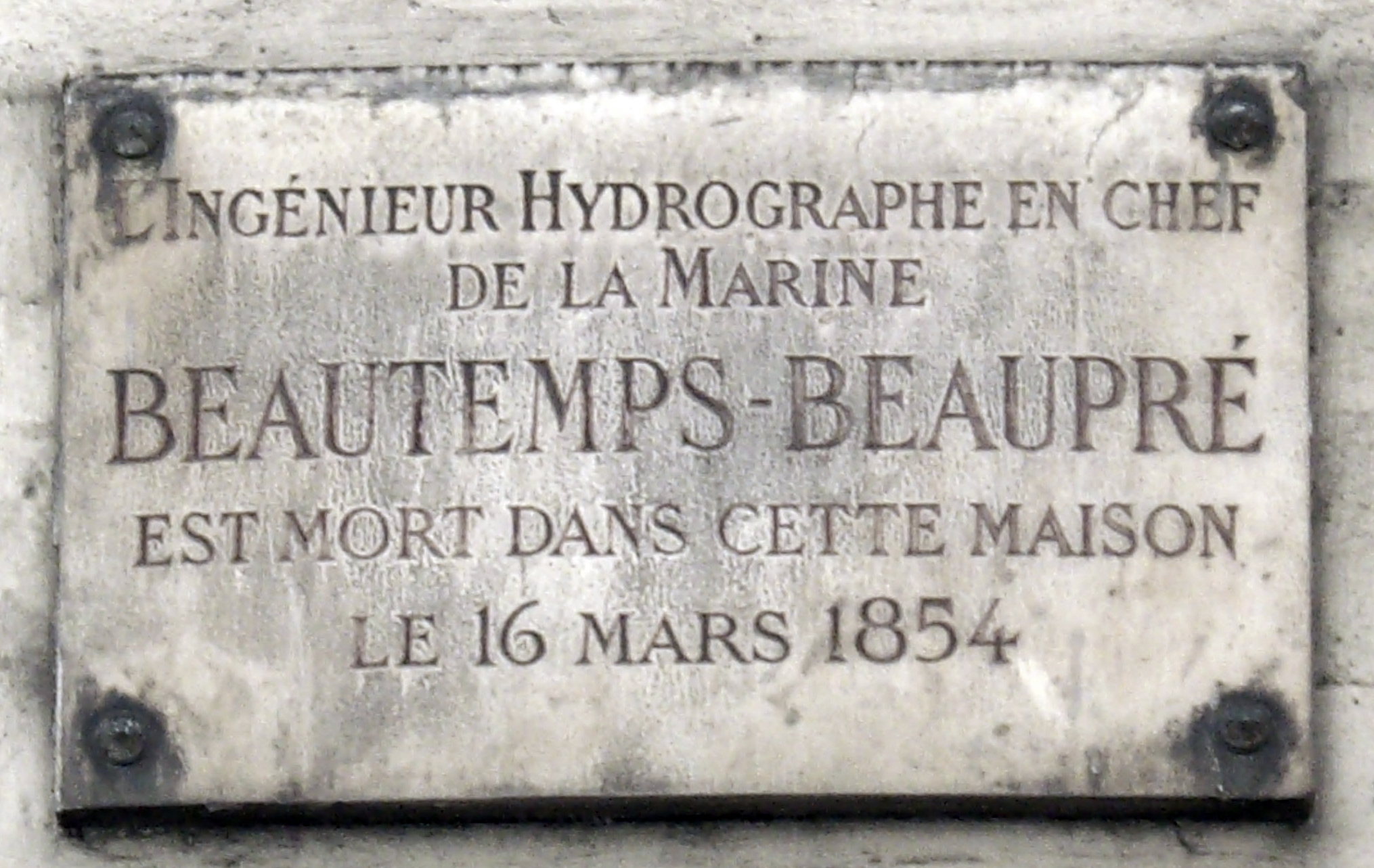
Plakette am Gebäude Rue des Saints-Pères 54, wo Charles-François Beautemps-Beaupré starb.

Beautemps-Beaupré war Großoffizier der Ehrenlegion, Ritter von Saint-Louis und Ritter von Saint-Michel. Insgesamt stand er fünf Mal dem Bureau des Longitudes als Präsident vor, so in den Jahren 1828, 1834, 1839, 1846 und 1849.
1954 wurde ihm im Musée national de la Marine eine Ausstellung mit dem Titel „La vie et l’oeuvre de Beautemps-Beaupré (1766–1854)“ gewidmet, die vom Hydrographischen Dienst der französischen Marine organisiert wurde.

## Familie
Charles-François Beautemps-Beaupré verheiratete sich am 8. Dezember 1804 mit der 40-jährigen Marie-Agathe Fayolle (1764–1844), der Witwe von Claude-Nicolas Fayolle, dem ehemaligen Generalkommissar der Marine auf der Insel Santo Domingo. Die Ehe blieb ohne Nachkommen.
Jean-Pierre Beautemps (1796–1870) war der leibliche Sohn von Charles-François Beautemps-Beaupré aus einer vorhergehenden Beziehung mit Jeanne Martin.

## Diverses
Insgesamt trugen fünf Schiffe der französischen Marine den Namen Beautemps-Beauprés, darunter ein hydrographisches Forschungsschiff. Ebenso wurde ein Gebäude, das dem hydrografischen und ozeanografischen Dienst der Marine seit 2002 zur Verfügung steht, nach ihm benannt.
Büsten von Beautemps-Beaupré finden sich heute im Phare de Dunkerque, im Leuchtturm von Cordouan sowie im Phare de Goulphar.
Die Insel Beautemps-Beaupré (Île Beautemps-Beaupré) in Neukaledonien, nordwestlich der Insel Ouvéa, trägt seinen Namen.

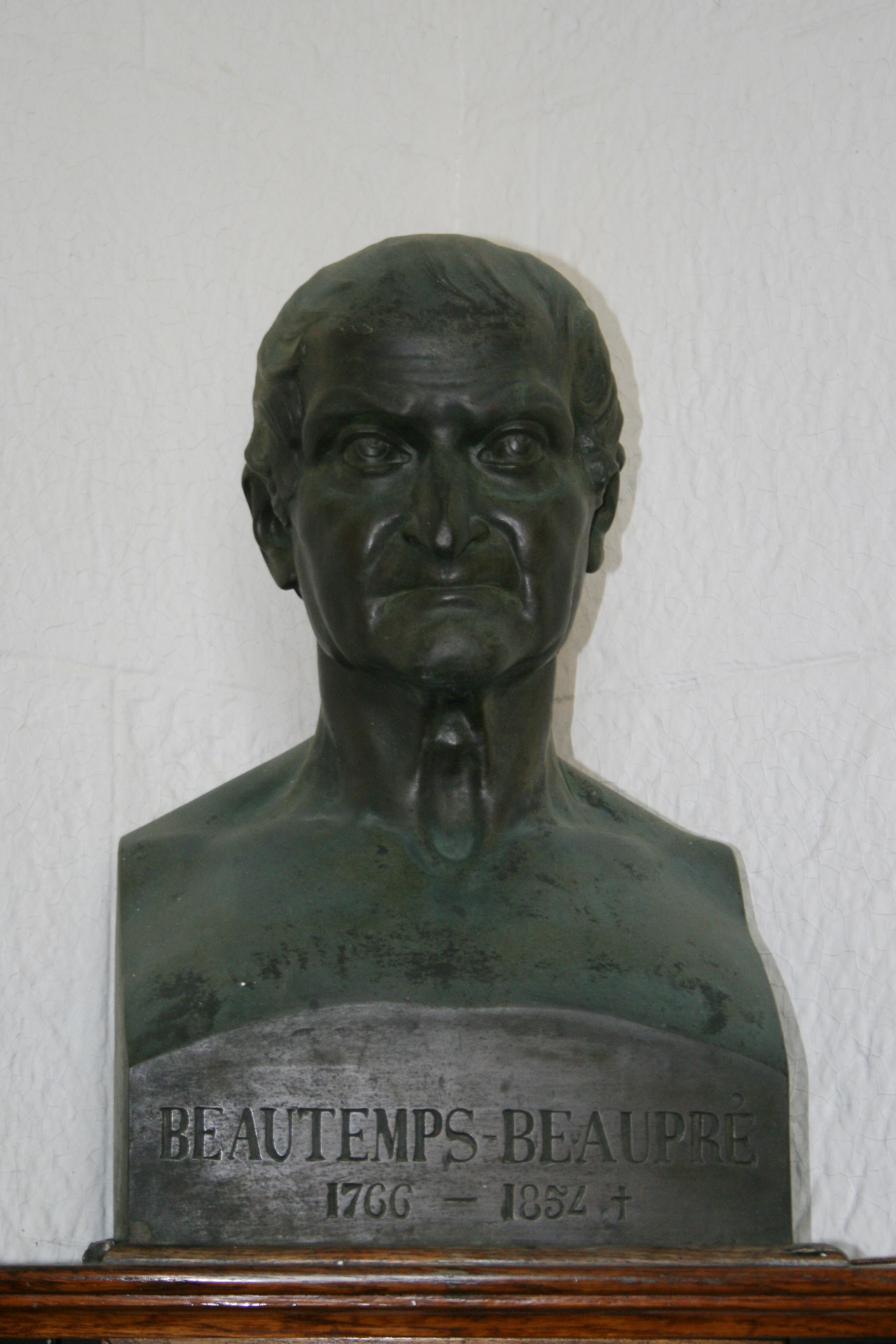
Büste Beautemps-Beauprés im Phare de Goulphar
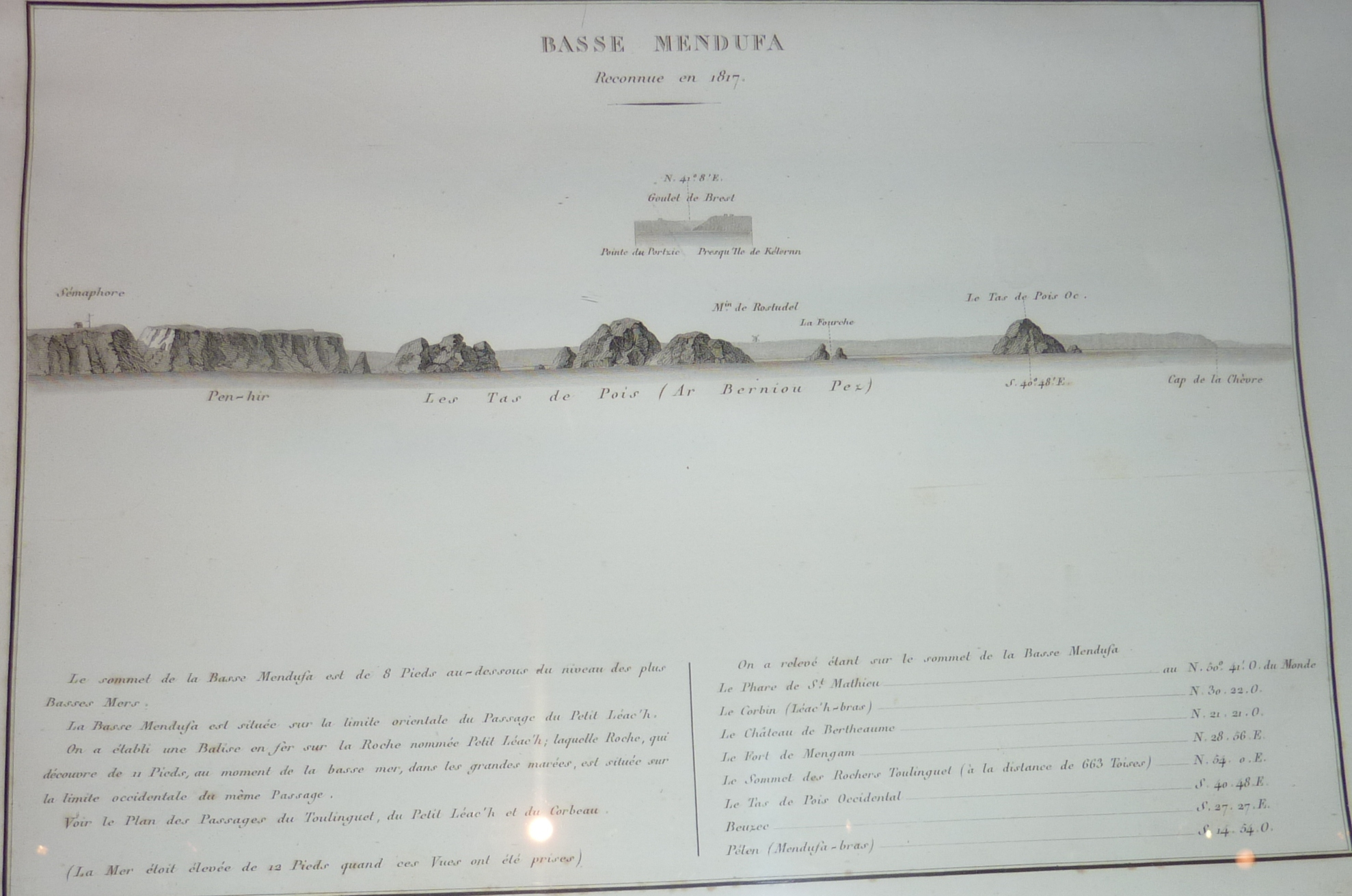
Ansicht des Pointe de Pen-Hir von Beautemps-Beaupré (1822)
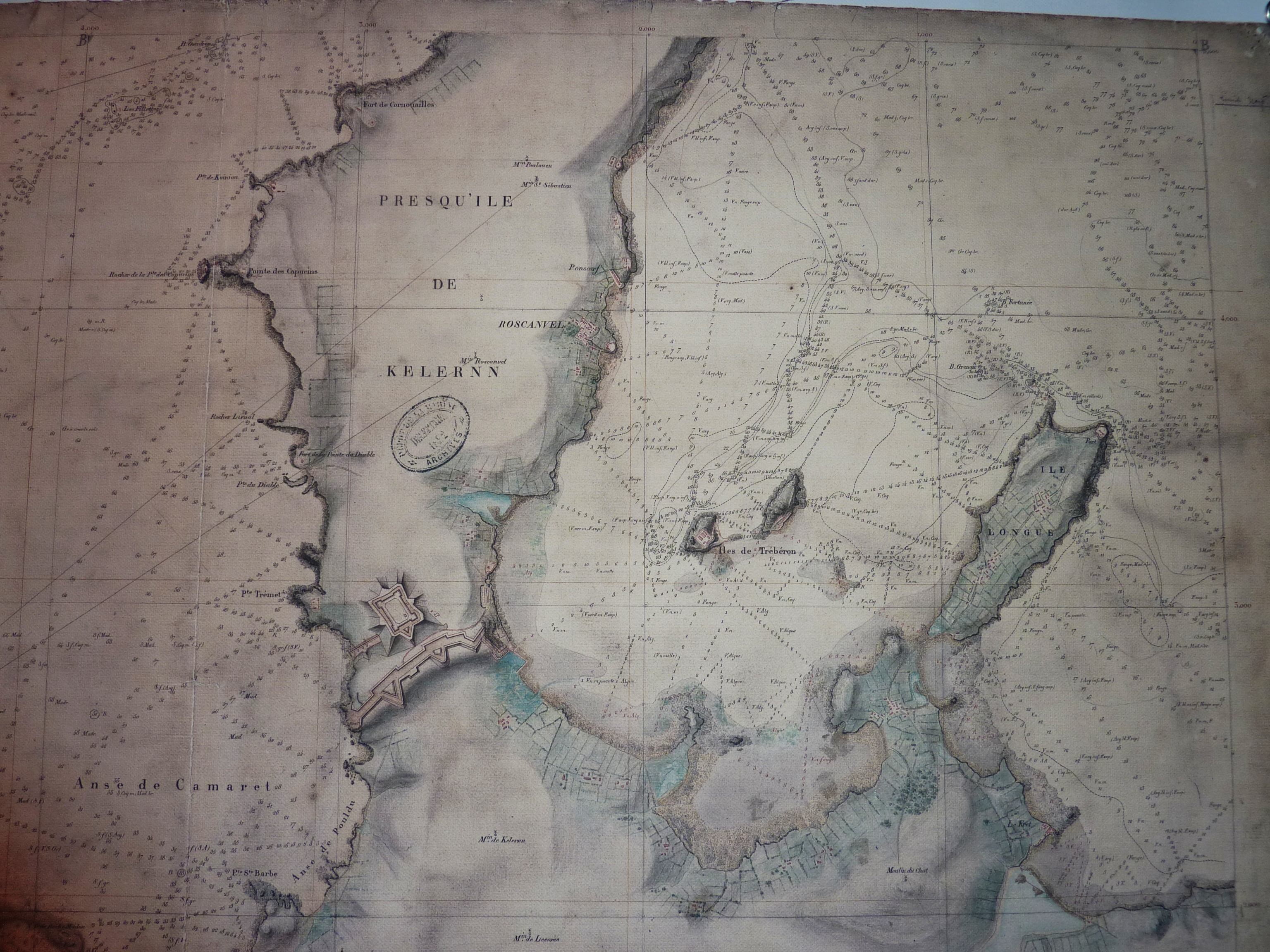
Karte der Quélern-Halbinsel (Presqu’île de Roscanvel) von Beautemps-Beaupré (1817).
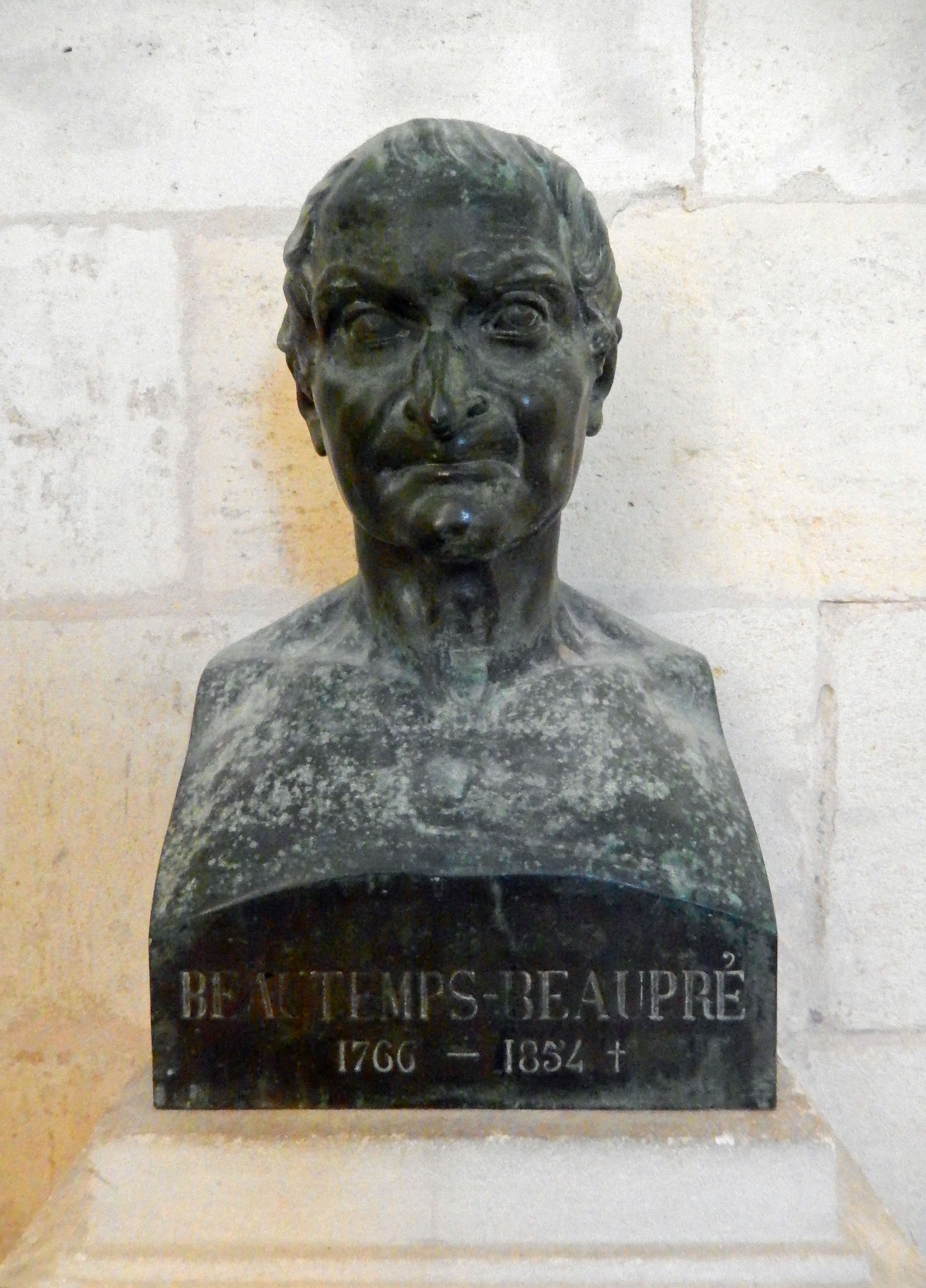
Büste Beautemps-Beauprés im Leuchtturm von Cordouan.